# Agricultura sin tierra
La idea de "agricultura sin tierra" se refiere a prácticas y tecnologías que permiten cultivar alimentos de manera eficiente y productiva sin necesariamente depender del suelo tradicional. Esto puede involucrar diversos enfoques y métodos innovadores que buscan superar las limitaciones de la agricultura convencional y aprovechar mejor los recursos disponibles. Algunos ejemplos de agricultura sin tierra incluyen:
1. Agricultura vertical: En la agricultura vertical, las plantas se cultivan en estantes o estructuras apiladas en capas verticales, en lugar de en campos abiertos. Esto permite un uso más eficiente del espacio y la luz, lo que puede resultar en una mayor producción de alimentos por unidad de área. La agricultura vertical a menudo se practica en invernaderos o instalaciones cerradas controladas en términos de temperatura, humedad y luz.[1][2]
2. Aeroponía e hidroponía: Estos son sistemas de cultivo sin suelo en los que las plantas crecen en un medio inerte, como agua o aire, y se les suministran nutrientes a través de soluciones acuosas. La aeroponía implica rociar las raíces con una solución nutriente, mientras que en la hidroponía las raíces están sumergidas en una solución. Estos sistemas permiten un control preciso de los nutrientes y el agua que reciben las plantas.[3]
3. Cultivo en sustratos: Se trata de cultivar plantas en medios artificiales o sustratos, como fibra de coco, perlita o lana de roca. Estos sustratos proporcionan soporte mecánico a las raíces y pueden retener nutrientes y agua, lo que permite un mejor control de las condiciones de cultivo.
4. Agricultura en contenedores o módulos: Se cultivan plantas en contenedores o módulos individuales, lo que permite la movilidad y la flexibilidad en la ubicación de la agricultura. Esto puede ser especialmente útil en áreas urbanas o en espacios limitados.
5. Cultivo en suelos artificiales o sustratos modificados: Se están desarrollando tecnologías que buscan crear suelos artificiales o sustratos modificados que imiten las características del suelo natural y puedan soportar el crecimiento de plantas sin necesidad de tierra agrícola convencional.
6. Agricultura en espacios cerrados y controlados: En invernaderos, estructuras de cultivo vertical y otros sistemas cerrados, se pueden controlar las condiciones ambientales, como la temperatura, la humedad y la luz, para optimizar el crecimiento de las plantas.

Estas prácticas y tecnologías de agricultura sin tierra tienen el potencial de aumentar la producción de alimentos, reducir el uso de agua y pesticidas, y permitir la agricultura en áreas urbanas y en regiones con suelos poco fértiles. Sin embargo, también presentan desafíos técnicos y económicos que deben ser abordados para lograr su plena implementación a gran escala.